# Eunidia discovittata
Eunidia discovittata là một loài bọ cánh cứng trong họ Cerambycidae.